# Cornelius Botha
Cornelius Johannes van Rooyen Botha dit Con Botha (né le 18 septembre 1932 à Upington en Afrique du Sud et mort le 6 février 2014 à Milnerton) est un homme politique sud-africain, député d'Umlazi (1981-1990) et administrateur de la province du Natal (1990-1994). Il est membre du parti national puis brièvement du parti démocratique,

## Biographie
Né à Upington dans la province du Cap, Cornelius Botha grandit à Parys dans l'état libre d'Orange. 
Diplômé de l'université de Stellenbosch, il est député d'Umlazi, directeur en chef de l'information du parti national en 1989, période où il côtoie beaucoup Frederik de Klerk au comité chargé de préparer le programme électoral du parti pour les élections générales sud-africaines de 1989. 
En 1990, il est nommé administrateur de la province du Natal devenant la dernière personne à occuper cette fonction, dissoute le 7 mai 1994.
Il rejoint par la suite le parti démocratique. 
Con Botha meurt d'une insuffisance cardiaque à la Mediclinic de Milnerton (métropole du Cap) en février 2014 à l'âge de 81 ans. 

## Autres sources
- Notices d'autorité :   - VIAF
  - LCCN
  - WorldCat
- Last Natal administrator dies, IOL, 6 février 2014